# Maria Teresa d'Àustria (reina de Saxònia)
Maria Teresa d'Àustria (alemany: Maria Theresia von Österreich, Königin von Sachsen)  (Florència, 14 de gener de 1767 - Leipzig, 7 de novembre de 1827) va ser arxiduquessa d'Àustria i reina consort de Saxònia.

## Biografia
Nascuda el dia 14 de gener de l'any 1767, filla del llavors gran duc i després emperador Leopold II, emperador romanogermànic i de la infanta Maria Lluïsa d'Espanya. Maria Teresa rebé el nom de la seva àvia paterna, l'arxiduquessa Maria Teresa I d'Àustria, esposa de l'emperador Francesc I, emperador romanogermànic. Era neta per línia materna del rei Carles III d'Espanya i de la princesa Maria Amàlia de Saxònia.
El dia 8 de setembre de l'any 1787 contragué matrimoni per poders amb el rei Antoni I de Saxònia i posteriorment ratificà la unió a la Catedral de Dresden el dia 18 d'octubre de 1787. Antoni era fill de l'elector Frederic Cristià I de Saxònia i de la princesa Maria Antònia de Baviera.
La parella tingué quatre fills, tots morts infants.
- Maria Lluïsa de Saxònia, (1595-1596)
- Frederic August de Saxònia (1796-1796)
- Maria Joana de Saxònia (1798-1799)
- Maria Teresa de Saxònia (1799-1799)

Abans de casar-se amb Maria Teresa, Antoni havia estat maridat amb la princesa Carlota de Savoia. Maria Teresa morí a la ciutat de Leipzig l'any 1827.